# Tècniques esteses en el violí
Les tècniques ampliades o esteses en el violí són formes alternatives de tocar que permeten als músics produir sons diferents als tradicionals que s'obtenen amb la digitació i l'arc del violí. Els instruments de corda fregada són capaços de produir diferents sons, dels quals en podem definir una part com a sons de tècnica estesa. Aquestes formes alternatives de tocar han estat utilitzades de forma constant ja des d'inicis del segle xx, i en podem trobar exemples molt clars en obres de compositors com Witold Lutoslavski, Georg Crumb, Helmut Lachenmann i Krzysztof Penderecki (particularment dins de la seva obra Threnody to the victims of Hiroshima).

## Tècniques relacionades amb l'arc

#### Tocar per sobre del cos del violí
Tocar per sobre del cos del violí (que pot assenyalar-se com la caixa de ressonància, el màstil, els cordals, o les clavilles) generarà un so silenciós el qual comptarà amb una amplitud sonora que dependrà de quina velocitat i pressió usem, a més de variar segons la part del cos que estiguem fregant amb l'arc (també si l'arc té una quantitat alta o baixa de resina). En la majoria de casos aquests sons molt menys definits, so el qual serà generat degut a la fricció que les cerdes de l'arc generen en fregar la fusta. Un bon exemple d'aquesta tècnica el podrem trobar a la Tocattina de Helmut Lachenmann, una peça escrita l'any 1986 per a violí sol, la qual inclou diferents tècniques ampliades.
Ponticello
Tècnica en la qual es passa l'arc per sobre del pont del violí. En aquesta tècnica podrem observar que es generen sons indefinits, i per això sovint són utilitzats com un efecte sonor. Així o podem veure en obres com a Volière, del Carnaval dels animals, de Saint-Saëns, i més concretament pel violí durant el primer moviment de la Sonata no.1 per a Violí i Piano, de Bela Bartok. No confondre amb tocar a sobre del pont, ja que en realitat es refereix a tocar molt a prop d'aquest.

#### Tocar per sobre delpont
Tocar per sobre del pont pot arribar a produir dos tipus de sons diferents, els quals dependran de diferents factors que podrem veure a continuació; si es fa mentre que l'intèrpret està tocant de forma normal, es produirà un so relativament silenciós, que en algunes ocasions pot deixar anar algun grinyol. Aquest mètode és molt similar a la tècnica Sul Ponticello.
L'altra forma demana que l'interpret aguanti l'instrument a la seva falda, passant l'arc de forma paral·lela al violí, i arrossegar aquest de forma ferma, mentre es troba sobre del pont. En aquest cas podrem veure que el so emès per l'instrument és molt més violent i fort, generant notes molt agudes i estridents. Un exemple d'aquesta tècnica el podrem trobar a l'obra Vortex Tempurum, de Gérard Grisey, escrita l'any 1995. Podrem trobar una versió d'aquesta tècnica molt més tranquila dins del repertori del compositor mencionat abans Helmut Lachenmann.

#### L'arc sobre del màstil
Tocant amb l'arc sobre del màstil (sul tasto o sulla tastiera) crearà un so molt fluix i prim, amb pocs harmònics. Aquest so el podrem utilitzar per imitar instruments de vent, per la qual cosa en algunes ocasions podrem veure aquesta tècnica amb el nom de Flautando.

#### L'arc sota el botó del cordal
En passar amb pressió sobre del botó de sota del cordal podrem veure que es crea un so ressonant però de poc volum. A més, a causa del pes elevat d'aquesta peça de l'intrument, en trobarem generalment amb un so relativament greu.

#### Passar l'arc amb molta pressió
Aquest so serà produït en passar l'arc a la zona normal (entre el pont i el batedor) amb molta pressió, generant un so molt fort, que serà sobresaturat d'harmònics i ens semblarà brut i estrident.

#### Passar l'arc per darrere del pont
Aquesta tècnica consisteix a passar l'arc a la zona posterior del pont, just abans d'arribar al cordal. El so que podrem treure mitjançant aquesta tècnica ens donarà com a resultat sons molt aguts però estridents, a causa de la densitat d'harmònics que es generen. En passar l'arc per la part oposada del pont, podrem veure que la part davant del pont és la que vibrarà, creant un tó que en el cas dels violins pot arribar a ser inaudible per l'orella humana. De la mateixa forma, el cello i el contrabaix seran propensos a treure sons més familiars, notablement més greus degut a que les cordes d'aquests són molt més llargues en proporció a la dels violins i violes. Un exemple d'aquesta tècnica el podrem trobar a l'obra Threnody to the victims of Hiroshima, de Krzysztof Penderecki, i també a l'obra Grand Canyon's Suite, de Ferde Grofé, on aquesta tècnica serà utilitzada per a representar el so d'un Ase durant la cadència.

#### Col legno
En aquesta tècnica farem servir la vara de l'arc, col·locant-la del revés amb les cerdes orientades a la part superior. Generarem el so percutint la vara contra les cordes, creant sons similars a cops, els quals canviaran depenent de la intensitat amb la que piquem les cordes del violí. Un exemple clar el podrem trobar a la part final del quart moviment del Trio núm. 2 de Dimitri Shostakovich, on aquest so caracteritzarà els óssos dels esquelets dels camps de concentració durant la Segona Guerra Mundial.
Tocar al cordal
En aquesta tècnica passarem l'arc per sobre del cordal, generant sons indefinits, generalment més greus pero ressonants, pel que son ideals per fer efectes de so.Un exemple d'aquesta tècnica el podrem veure dins de l'obra Black Angels, de George Crumb.
Struming (Arpegis molt ràpids)
En aquest cas podrem fer arpegis, normalment de quatre notes, a grans velocitats. La direcció (ascendent o descendent) d'aquests pot variar, i dependrà del símbol que podrem trobar a sobre de cada arpegi. Podrem veure una variant d'aquesta durant el 1er mov. del concert per a violí i orquestra de S. Prokófiev.
Tocar només al taló
Podrem treure un so molt més estrident tocant únicament en aquesta zona de l'arc, la qual es mostrarà amb el símbol d'un tascó a la part superior de la plica.

## Tècniques ambpizzicato

#### Pizzicato amb brunzit o Buzz pizzicato
Primer voldrem crear el so d'un pizzicato, usant el mètode normal, però un cop obtinguem la nota, pressionarem lleugerament la nota, creant una interferència que esdevé un brunzit.

#### Pizzicato Bartók
En aquest tipus de pizzicato voldrem crear un so molt violent, similar a un cop. Ho aconseguirem exercint molta pressió a la corda abans de pinçar-la, fent que la inèrcia obligui aquesta a colpejar amb força el batedor. Podem trobar aquesta tècnica molt freqüentment dins del repertori per corda del compositor Béla Bartók, però podem adjudicar la primera menció d'aquesta tècnica a Gustav Malher, el qual ja la usa durant la seva sèptima simfonia.

#### Pizzicato d'ungles
En aquest cas no pinçarem la corda del nostre instrument amb el palmell del dit, sinó amb l'ungla, posant la corda entre la pell i l'ungla. El resultat serà un so més fort, però també més fred i metàl·lic, que ens recordarà al so d'una guitarra.

#### Pizzicato de mà esquerra
En aquest cas buscarem el so similar d'un pizzicato, pero el farem amb la mà esquerra. Aquesta tècnica la podrem veure molt en compositors virtuosos com Édouard Lalo o Nicolo Paganini, en exemples com Aires Gitanos o el Caprici no. 24 (var 9) respectivament.

## Tècniques "tapping" o de colpejament

#### Digitat silenciós
Per realitzar aquesta tècnica col·locarem els dits a les notes que la partitura demani, però no passarem l'arc, sinó que al colpejar amb força la corda i el batedor, aconseguirem un so percudiu (amb la nota en la qual hem posat el digitat).

#### Colpejament de les cordes
Podrem usar la mà dreta o algun objecte per colpejar les cordes del violí. El so podra anar des d'un so més suau o més percudit i apagat o brillant depenent de quin objecte usem.

#### "Colpejar" l'instrument
Fent servir els dits podrem colpejar diferents parts de la caixa de ressonància del violí. Aquest efecte ens donarà un so no definit, d'origen percudiu, el qual podrà variar segons la intensitat i la zona on vulguem colpejar.

## Altres efectes

#### "Chewing"
Reduirem la tensió de les cerdes de l'arc, fent que quedin pràcticament penjant. Un cop fet això col·locarem l'arc sobre el violí i atacarem la corda amb certa pressió per al taló de l'arc. El so produït serà similar al d'una persona mastegant un xiclet, raó que dona el nom d'aquesta tècnica. Aquesta tècnica és usada dins del món del Jazz, com un recurs humorístic, similar a l'ús que es fa d'algunes sordines dels vents metalls.

#### Glissando d'arc
Col·locarem l'arc de forma normal, i mentre el passem a baixa velocitat incrementarem la pressió d'aquest. A mesura que la pressió incrementa el so que el violí produirà variarà de nota (a causa de la pressió), fent un efecte similar al d'un glissando. Aquest so el podrem trobar dins de la Toccatina de Helmut Lachenmann.